# Bénita Anguinet
 (juillet 2025).
La mise en forme du texte ne suit pas les recommandations de Wikipédia : il faut le « wikifier ».
Les points d'amélioration suivants sont les cas les plus fréquents. Le détail des points à revoir est peut-être précisé sur la page de discussion.
- Les titres sont pré-formatés par le logiciel. Ils ne sont ni en capitales, ni en gras.
- Le texte ne doit pas être écrit en capitales (les noms de famille non plus), ni en gras, ni en italique, ni en « petit »…
- Le gras n'est utilisé que pour surligner le titre de l'article dans l'introduction, une seule fois.
- L'italique est rarement utilisé : mots en langue étrangère, titres d'œuvres, noms de bateaux, etc.
- Les citations ne sont pas en italique mais en corps de texte normal. Elles sont entourées par des guillemets français : « et ».
- Les listes à puces sont à éviter, des paragraphes rédigés étant largement préférés. Les tableaux sont à réserver à la présentation de données structurées (résultats, etc.).
- Les appels de note de bas de page (petits chiffres en exposant, introduits par l'outil «  Source ») sont à placer entre la fin de phrase et le point final[comme ça].
- Les liens internes (vers d'autres articles de Wikipédia) sont à choisir avec parcimonie. Créez des liens vers des articles approfondissant le sujet. Les termes génériques sans rapport avec le sujet sont à éviter, ainsi que les répétitions de liens vers un même terme.
- Les liens externes sont à placer uniquement dans une section « Liens externes », à la fin de l'article. Ces liens sont à choisir avec parcimonie suivant les règles définies. Si un lien sert de source à l'article, son insertion dans le texte est à faire par les notes de bas de page.
- La présentation des références doit suivre les conventions bibliographiques. Il est recommandé d'utiliser les modèles {{Ouvrage}}, {{Chapitre}}, {{Article}}, {{Lien web}} et/ou {{Bibliographie}}. Le mode d'édition visuel peut mettre en forme automatiquement les références.
- Insérer une infobox (cadre d'informations à droite) n'est pas obligatoire pour parachever la mise en page.

Pour une aide détaillée, merci de consulter Aide:Wikification.
Si vous pensez que ces points ont été résolus, vous pouvez retirer ce bandeau et améliorer la mise en forme d'un autre article.
Bénita Anguinet (Bordeaux, 22 juillet 1819 - Madrid, 28 octobre 1887) est une célèbre magicienne et illusionniste française qui a connu une longue carrière internationale. Elle s'est particulièrement distinguée à Paris dans les années 1850, ouvrant la voie à une meilleure représentation des femmes dans le domaine de la magie et de l'illusion.

## Biographie

### Enfance et débuts
Bénita Anguinet est née en 1819, fille d'Antoine Anguinet, acteur devenu illusionniste peu après sa naissance. Bénita grandit dans le monde du spectacle, accompagnant son père dans ses tournées à travers les foires provinciales, Paris, et d'autres pays francophones. Dès l'âge de sept ans, elle partage la scène avec lui, se produisant pendant dix ans à ses côtés.
En 1840, Bénita Anguinet apparaît dans une gravure, entourée des appareils qu'elle utilise pour ses spectacles. Ce portrait témoigne déjà de son succès et de sa popularité. À 21 ans, elle devient tête d'affiche et commence à se produire dans divers théâtres.

### Carrière en tournée
Le succès de Bénita Anguinet ne se limite pas à la France. Elle se produit également en Algérie et dans divers pays européens. Une coupure de journal de l'époque décrit ses performances en des termes élogieux, soulignant les prodiges qu'elle réalise sur scène.

### Le théâtre de magie au Pré-Catelan
En 1856, après de nombreuses années de tournées, Bénita obtient sa propre salle de spectacle à Paris, un théâtre de magie situé au Pré Catelan, un parc d'attractions pour les classes aisées de Paris, situé dans le bois de Boulogne. La salle, pouvant accueillir près de 200 spectateurs, voit Bénita s'y produire régulièrement, du printemps à l'automne.
Son succès est immédiat, attirant les foules dès l'ouverture. Parmi ses tours célèbres, certains s'inspirent du répertoire de Jean-Eugène Robert-Houdin, tels que le carton à dessin magique, la bouteille inépuisable et le tour du chou merveilleux.

### Reprise des tournées
En 1858, face à la baisse des recettes du Pré-Catelan, Bénita reprend ses tournées en France et en Europe. Elle poursuit sa carrière itinérante et s'installe finalement dans la péninsule ibérique en 1863, où elle se produit jusqu'à sa mort en 1887.

## Héritage
Le succès de Bénita Anguinet au Pré-Catelan a marqué un tournant dans la représentation des femmes dans les spectacles de magie. Pendant les années 1850 et 1860, et pour quelques décennies, de nombreuses femmes ont été mises en avant dans les spectacles de magie, avant que leur rôle ne soit relégué à celui d'assistantes ou d'objets des illusions au XXe siècle.
Bénita Anguinet reste une figure emblématique de l'illusionnisme, son héritage inspirant des générations de femmes magiciennes.